# Топановский курган
Топановский курган — курган раннетагарского периода (VII—VI вв. до н. э.) на 19 километре от пгт. Шира, с левой стороны от дороги Шира — Коммунар. Раскопан в 1997 году М. Л. Подольским и Е. Д. Паульсом.

## Описание
Курган находится на доминирующей возвышенности, в восточной части обширной (более 5 км) долины, образованной в архаичную эпоху р. Тюрим и представлял собой небольшое захоронение раннетагарского периода. В процессе раскопок была снята плита более 2 тонн, под которой было обнаружено два захоронения, а также захоронение собаки у «входа». Было найдено много бронзовых изделий (топоры, чеканы, зеркала, ножи и проч.).

## Находки
Материалы раскопок из рассматриваемых могильников включают довольно большое количество бронзовых изделий. Однако анализу были подвергнуты не все, а лишь предметы вооружения и орудия (ножи, чеканы, втоки (деталь копья, закреплявшаяся с противоположной пике стороне древка), кинжалы, топоры, шило, наконечник стрелы), зеркала, и бляшки. Остальные изделия, в основном украшения, мелки и имеют слишком высокую степень коррозии, искажающую результат. Метод, которым проводились исследования — рентгенофлуоресцентный анализ (РФА) поверхности.
Подавляющее большинство предметов имеет близкий химический состав, в котором медь составляет основу, а основными компонентами являются никель (от десятых долей процента до 2-3 %) и мышьяк (0,5-8 %). Такие элементы как олово, кобальт, сурьма, цинк, серебро либо отсутствуют, либо присутствуют в следах (менее 0,1 %). Свинец в большинстве изделий отсутствует. Мышьяк применялся как противоусадочный и способствующий текучести меди компонент.